# Gasherbrum
Il Gasherbrum (nome Balti formato dai termini rgasha, "bellissima", e brum, "montagna"; significa quindi "montagna bellissima") è un massiccio montuoso situato nella regione nord-orientale del Baltoro, al confine tra Pakistan e Cina, nella catena del Karakoram (Himalaya) (vicino al Chogolisa), contenente sette cime principali di cui ben tre che superano gli 8.000 metri sul livello del mare.

## Storia
Nel 1856, Thomas George Montgomerie, tenente dei British Royal Engineers avvistò una serie di altissime vette lungo 200 km sul Karakoram, nominando questi cinque picchi K1, K2, K3, K4 e K5 dove la K stava per Karakoram.
Oggi, K1 è conosciuto come Masherbrum, K3 come Broad Peak, K4 come Gasherbrum II e K5 come Gasherbrum I; solamente il K2, la seconda vetta più alta del mondo, è rimasta ancor oggi con il nome datole da Montgomerie.

## Vette principali
| Vetta          | Altezza | Altezza | Prominenza (m) | Posizione             |
| Vetta          | metri   | piedi   | Prominenza (m) | Posizione             |
| -------------- | ------- | ------- | -------------- | --------------------- |
| Gasherbrum I   | 8.080   | 26.509  | 2.155          | 35°43′27″N 76°41′48″E |
| Broad Peak     | 8.047   | 26.400  | 1.701          | 35°48′35″N 76°34′06″E |
| Gasherbrum II  | 8.035   | 26.360  | 1.523          | 35°45′27″N 76°39′15″E |
| Gasherbrum III | 7.952   | 26.089  | 355            | 35°45′34″N 76°38′31″E |
| Gasherbrum IV  | 7.925   | 26.001  | 725            | 35°45′39″N 76°37′00″E |
| Gasherbrum V   | 7.147   | 23.448  | 654            | 35°43′45″N 76°36′48″E |
| Gasherbrum VI  | 6.979   | 22.897  | 520            | 35°42′30″N 76°37′54″E |

## Galleria d'immagini

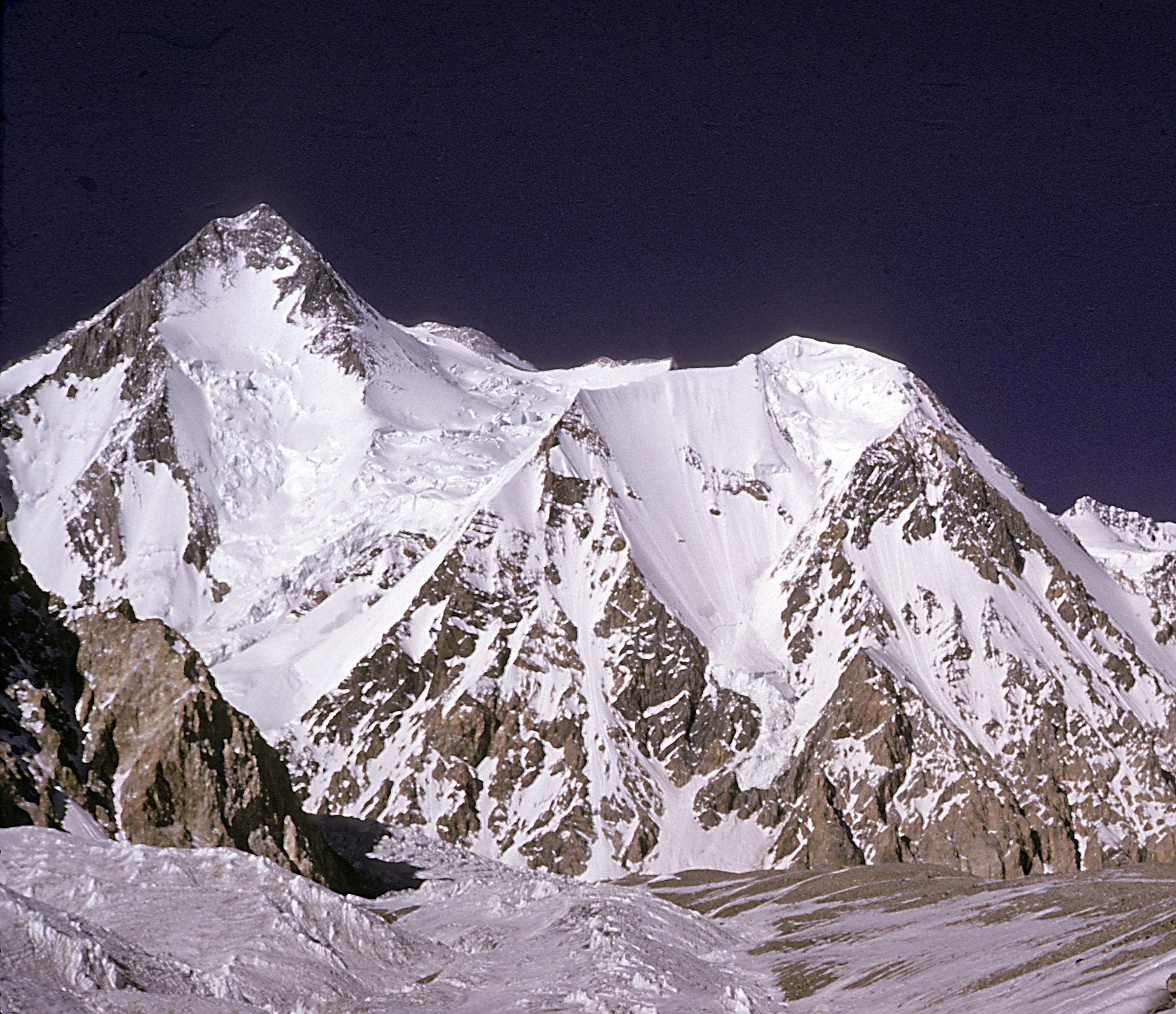
Gasherbrum I
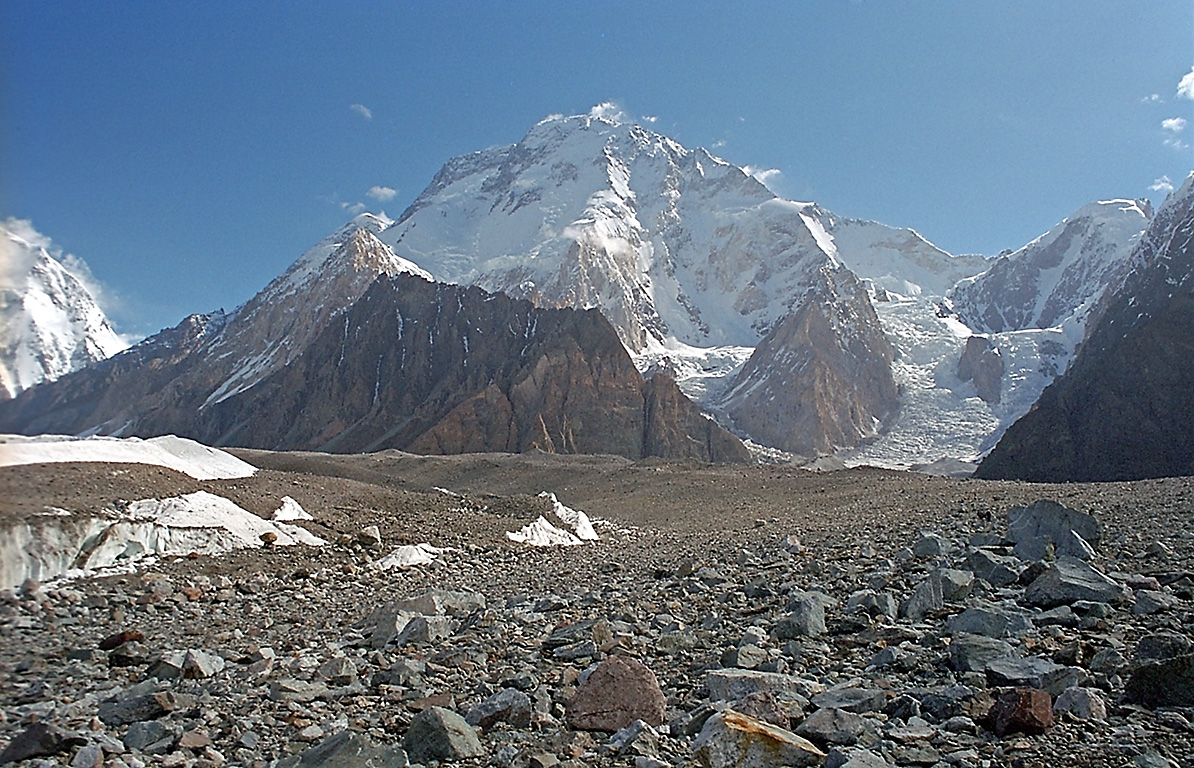
Broad Peak
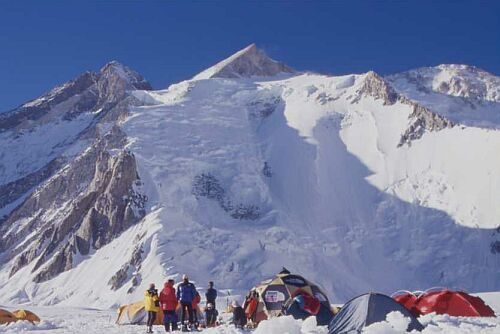
Gasherbrum II
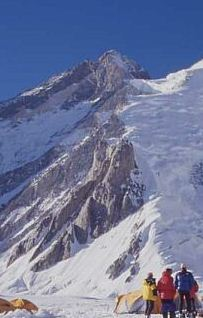
Gasherbrum III
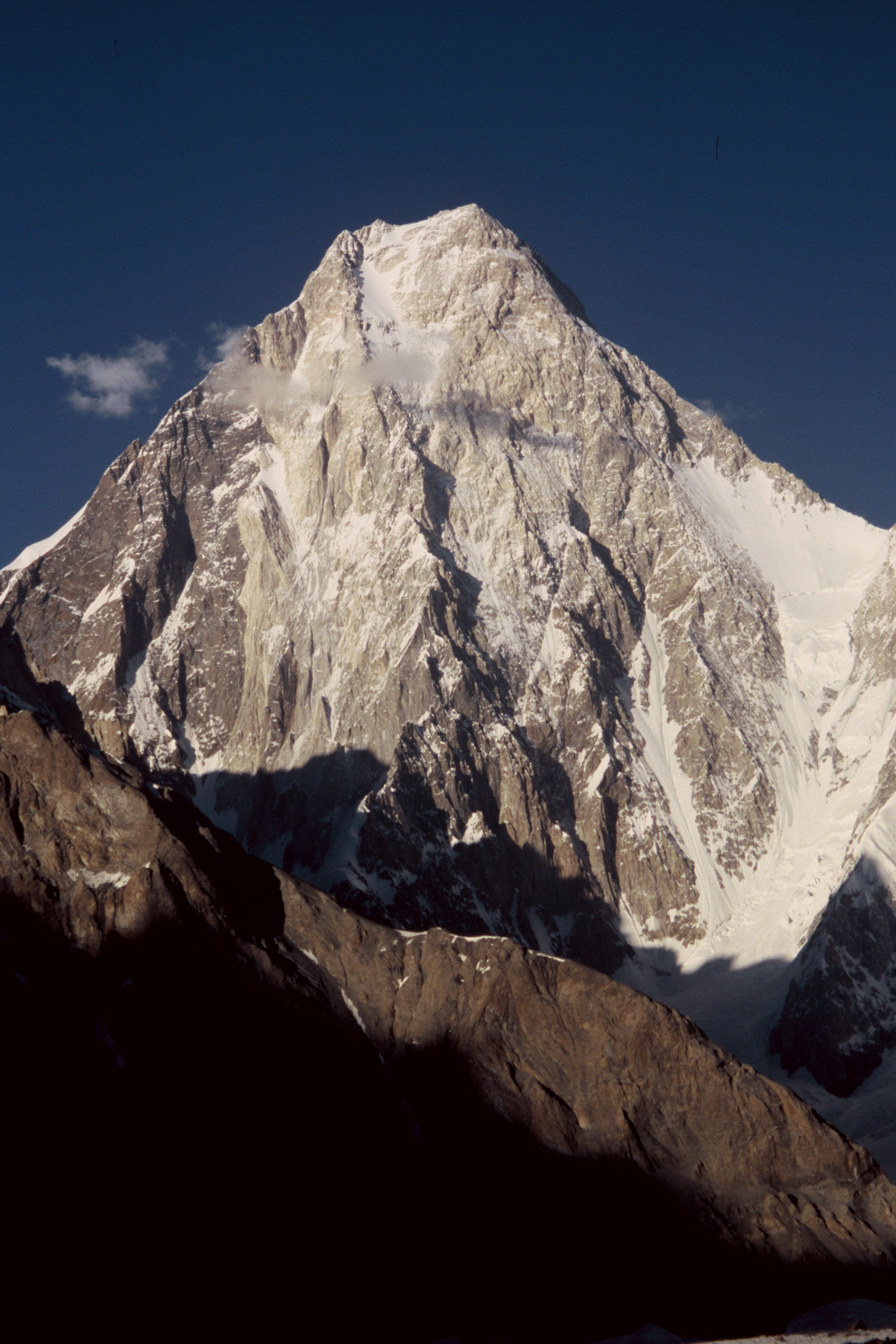
Gasherbrum IV
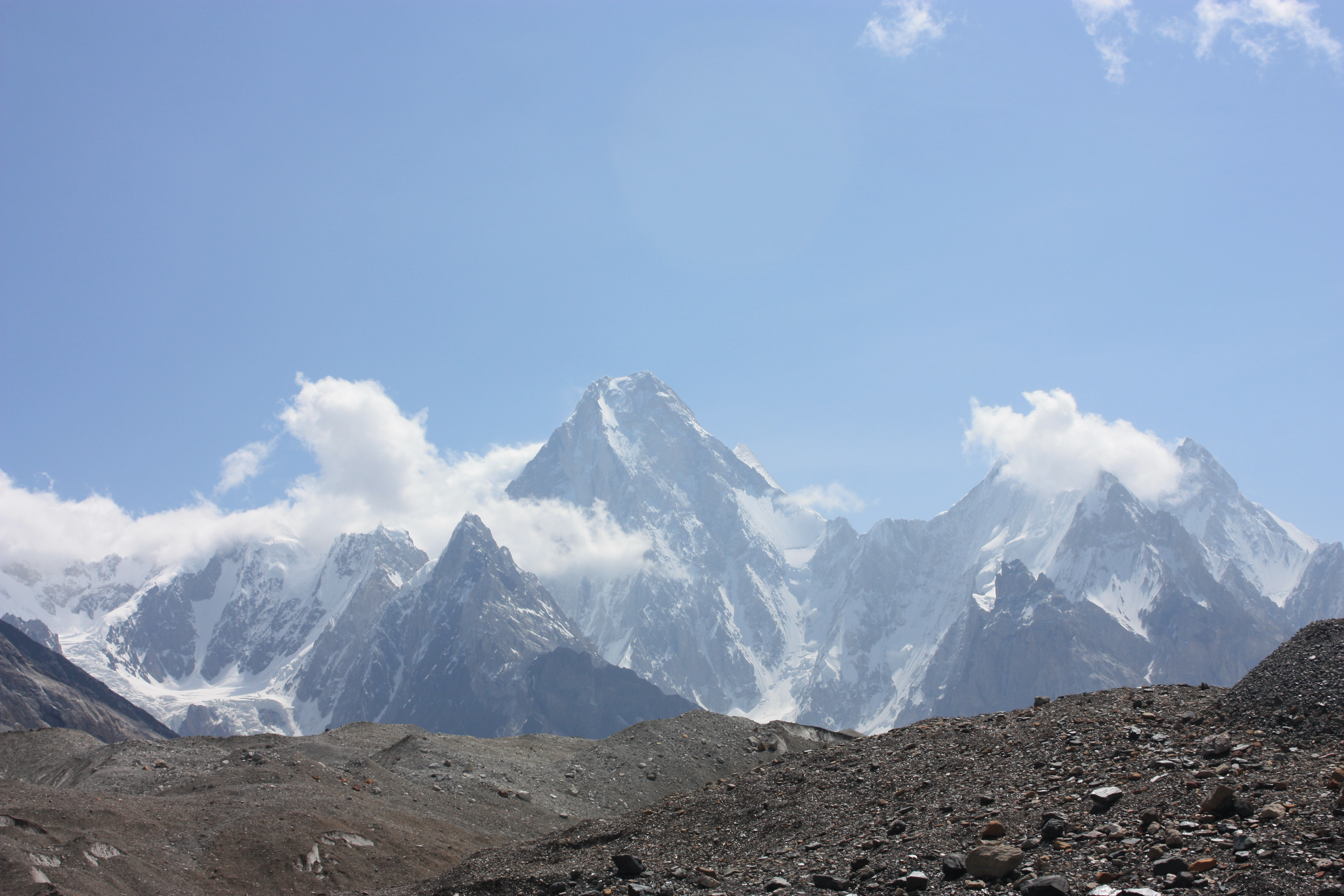
Gashbrum IV e V